# Soziale Sicherung in Nepal
Erklärtes Ziel der sozialen Sicherung in Nepal, insbesondere der universal pension, ist es bis 2015, die Zahl der unter der Armutsgrenze lebenden Personen zu halbieren. Seit die kommunistische Partei nach langem bewaffnetem Kampf siegte und an der nun demokratischen Regierung beteiligt ist, hat es große Fortschritte gegeben, man hinkt aber immer noch deutlich hinter vergleichbaren Ländern hinterher. Die bisher getroffenen Maßnahmen nutzen besonders Beschäftigten im öffentlichen Dienst und den Schwächsten der Gesellschaft, älteren alleinstehenden Witwen. Besonders die universelle Altersrente ist für ein asiatisches Entwicklungsland vorbildlich.

## Entwicklung
Das traditionelle soziale Sicherungssystem war vollkommen familien- bezw. dorfbasiert. Zur Zeit der Monarchie bestand seit den 1930ern bis in die 1990er als soziales Sicherungssystem lediglich der als solcher 1961 geschaffene unbedeutende Employees Provident Fund als die Pensionskasse für Beamte. Die 1947 gegründete erste private philanthropische Organisation Paropakar nahm sich der Ausbildung von Waisen an. Ebenfalls auf Privatinitiative kam es 1965 zur Gründung der Janakalyan Shanstra. Mit Unterstützung der Regierung wurden Stiftungen zur Bekämpfung von Tuberkulose (1954), Lepra (1970) und Unterstützung Blinder (1968) gegründet. Seit 1992 kontrolliert und genehmigt das Social Welfare Council sämtliche nicht-staatlichen Wohlfahrtsverbände.

## Sozialversicherung
Da Nepal zu den ärmsten Ländern der Welt gehört, reichen die vorhandenen Mittel bei weitem nicht aus umfassende soziale Sicherung zu ermöglichen. Mechanismen zur effektiven Umverteilung und Integration von Sicherungssystemen fehlen noch. Eine vollständige Einbindung der gesamten Bevölkerung in das im Aufbau befindliche Sozialversicherungssystem wird noch lange nicht erfolgen. Für 2002 wurde geschätzt, dass nur ca. 17 % der Bevölkerung, besonders in Städten, von irgendeinem Teil des sozialen Sicherungssystems erfasst wird. Etwa 40 % des nepalesischen BSP werden im sogenannten informellen Sektor erzielt.
Beim Staat angestellte sind Pflichtmitglieder im reformierten Provident Fund (EPF; nepalesisch: Karmachari Sanchaya Kosh), der eine autonome Organisation unter einem Board of Directors ist. Er hatte 2004 über 390.000 Mitglieder (16 % aller Angestellten, 3 % der Werktätigen) bei einem Anlagevermögen von 45 Mrd. NR. Er untersteht der Aufsicht durch das Finanzministerium. Privatfirmen können freiwillig beitreten, wenn sie mehr als 10 Vollzeitkräfte beschäftigen. Hausangestellte, Teilzeitkräfte und Selbständige sind ausgeschlossen. Als Beitrag, den sie freiwillig aufstocken können, leisten Beschäftigte ein Zehntel ihres Verdienstes. Ihnen stehen unter gewissen Bedingungen zinsgünstige Darlehen zum Hausbau o. ä. zur Verfügung. Firmen werden mit 10 % ihrer Lohnsumme veranlagt.

### Arbeitslosigkeit
Es gibt keinerlei Arbeitslosengeld. Beschäftigte von Betrieben mit mehr als zehn Beschäftigten müssen entlassenes Personal mit einem Monatslohn pro Jahr der Betriebszugehörigkeit abfinden. Anderweitig Ausscheidende erhalten nach mindestens dreijähriger Betriebszugehörigkeit ½ Monatslohn pro Jahr (bis 7 Jahre), danach steigen die Sätze an.

### Arbeitsunfälle und Erwerbsunfähigkeit
Betriebe mit zehn oder mehr Beschäftigten müssen eine private Unfallversicherung abschließen. Verunfallte erhalten volle Lohnfortzahlung solange sie im Krankenhaus sind, ansonsten für höchstens ein Jahr Krankengeld, das die Hälfte ihres Verdienstes ausmacht. Sollte vollkommene Erwerbsunfähigkeit eintreten, gibt es eine Einmalzahlung von fünf Jahresgehältern.
Mitglieder des Provident Fund erhalten bei voller EU einmalig 65.000 NRs. Bei geringerer, amtsärztlich festgestellter, Behinderung beträgt die Auszahlungssumme 10–25.000 NRs. Andere erhalten den in der Grundsicherung vorgesehenen Satz (z. Zt. 500 NR monatlich). Für Bergarbeiter besteht eine eigene Versorgung.

### Krankheit und Mutterschutz
Eine gesetzliche Krankenversicherung besteht nicht, jedoch müssen Unternehmen unter den Bestimmungen des Bonus Act von 1974 Beschäftigten und deren Angehörigen Zugang zu einer medizinischen Grundversorgung verschaffen. Regierungseigene Kliniken bieten eingeschränkte kostenlose Versorgung für Ältere und werdende Mütter. Bedürftige erhalten auch Medikamente umsonst. Seit 1993 haben Lohnabhängige Anspruch auf bis zu 15 Tage Lohnfortzahlung (von 50 %) im Krankheitsfall pro Jahr, sofern sie ein Jahr im Betrieb waren.
Unter den Bestimmungen des Employment Act (1983) erhalten Frauen bis zu je 52 Tagen prä- und postnatal Mutterschutz bei vollem Lohn, jedoch nur für zwei überlebende Kinder.

### Altersrenten
Die universal social pension, offiziell Old Age Allowance (OAA) genannt, wurde 1994 eingeführt und 1995 auf bedürftige Witwen ausgedehnt. Dabei handelt es sich um eine steuerfinanzierte Grundsicherung für alle nepalesischen Staatsangehörigen. Die Verwaltung obliegt dem Ministry of Women, Children and Social Welfare; die Auszahlung der Leistungen auf Dorfebene untersteht dem Ministry of Local Development. Für ethnische Nepalis, die in gewissen (armen) Bezirken leben kann es höhere Leistungen geben.
Die Rente von zurzeit monatlich 500 NR wird an bedürftige Witwen über 60 Jahre und alle anderen über 70-Jährigen gezahlt (Altersgrenze bis 2007: 75). Es ist geschätzt worden, dass etwa drei Viertel der Anspruchsberechtigten die Leistung, die etwa 7 % des Pro-Kopf-Einkommens entspricht, beantragt haben. Die Kosten beliefen sich im Finanzjahr 2006 auf 0,23 % des nepalesischen BSP. Dalits und Bewohner der Zone Karnali können mit 60 die Rente erhalten. Keine Altersgrenze gilt für Witwen von im Befreiungskampf Gefallenen. Blinde und Personen, die Hände oder Beine verloren haben, erhalten ebenfalls Leistungen.
Das Renteneintrittsalter für mindestens 20 Jahre Versicherte des Provident Fund ist 58, es kann auf 60 verschoben werden. Für Mitglieder gibt es auch eine Unfallversicherung, die bei Behinderung oder an Hinterbliebene zahlt. Die Rente besteht aus einer steuerfreien Einmalzahlung, die aus der Summe der geleisteten Beiträge, die verzinst werden, besteht. Der Zinssatz lag 2007 bei 5,5 %, staatlich garantiert sind 3 %. Eine zusätzliche Zahlung errechnet sich aus dem Betrag der Einmalzahlung mal ⅓ % mal Beitragsjahr. 1996–2003 war es auch möglich, sich eine jährliche Rente auszahlen zu lassen. Diese betrug fünf Prozent der Einmalzahlung pro Jahr.

#### Beamtenversorgung
Die Nepali Civil Service Pension, die separat verwaltet wird, kann bis zu 100 % des Einstiegsgehalts für die entsprechende Laufbahn erreichen. Beamtenwitwen erhalten sieben Jahre lang bis zu 100 % des Grundgehalts des Verstorbenen. 2005 wurde von reiner Steuerfinanzierung auf individuelle Rentenkonten umgestellt. Seitdem eingestellte Beamte zahlen nun auch einen Beitrag von 10 %. Die Pension wird jährlich von den jeweiligen Ministerien ausbezahlt.

### Hinterbliebenenversorgung
Hinterbliebene eines Beitragszahlers (also vor Renteneintritt) im Provident Fund erhalten die Summe, die dem Verstorbenen als Einmalzahlung zugestanden hätte. Gibt es mehrere Hinterbliebene, so erhalten sie je einen entsprechenden Anteil. Weiterhin wird seit 1990 ein Sterbegeld von 8000 NR bezahlt. Andere erhalten den in der Grundsicherung vorgesehenen Satz.

## Weiteres
Der Citizens Investment Trust (gegr. 1990) erlaubt es, freiwillig, steuerfrei eine individuelle Vorsorge anzusparen. Die eingezahlten Beiträge werden am Kapitalmarkt angelegt.
2004 wurde der als eigene Organisation der Poverty Allevation Trust ins Leben gerufen, der Armen „Hilfe zur Selbsthilfe“ auf lokaler Ebene bereitstellen soll. Im Jahre 2006 standen 1,25 Mrd. NR aus Steuer- und Entwicklungshilfegeldern zur Verfügung. Ob es tatsächlich gelingen wird die gesteckten Ziele zu erreichen ist noch nicht klar.
Bisher in drei regionen aktiv ist der 1993 gegründete Public Health Concern Trust, der als Krankenkasse fungiert.

### Gurkha-Pensionen
Die Briten stützen sich bei der Anwerbung ihrer Kolonialtruppen seit 1817 auf die als besonders kriegerisch geltenden Gurkhas. Nach dem Zweiten Weltkrieg bestand die britische Besatzung in Hongkong zu einem großen Teil aus nepalesischen Truppen. Die Transferleistungen der Briten für Pensionen stellen für die nepalesische Volkswirtschaft einen wichtigen Faktor dar und ermöglichen den Veteranen, einen vergleichsweise hohen Lebensstandard.
Die British Gurkha Welfare Society setzt sich dafür ein, die Pensionszahlungen (Äquivalent von £ 2150) zu verbessern. Erreicht werden soll die Gleichstellung der Pensionsansprüche mit europäischen britischen Soldaten. Weiterhin sollen Veteranen, und deren Witwen, mit Dienstzeiten von weniger als fünfzehn Jahren, die bis heute gar nichts bekommen, ebenfalls Zahlungen erhalten. Es handelt sich hierbei um etwa 34.000 Betroffene. Modifikationen werden seit 2009 vom britischen Parlament debattiert.